# 披散点地梅
披散点地梅（学名：Androsace gagnepainiana）为报春花科点地梅属下的一个种。

## 扩展阅读
- 維基物種上的相關：披散点地梅